# 德貞女子中學

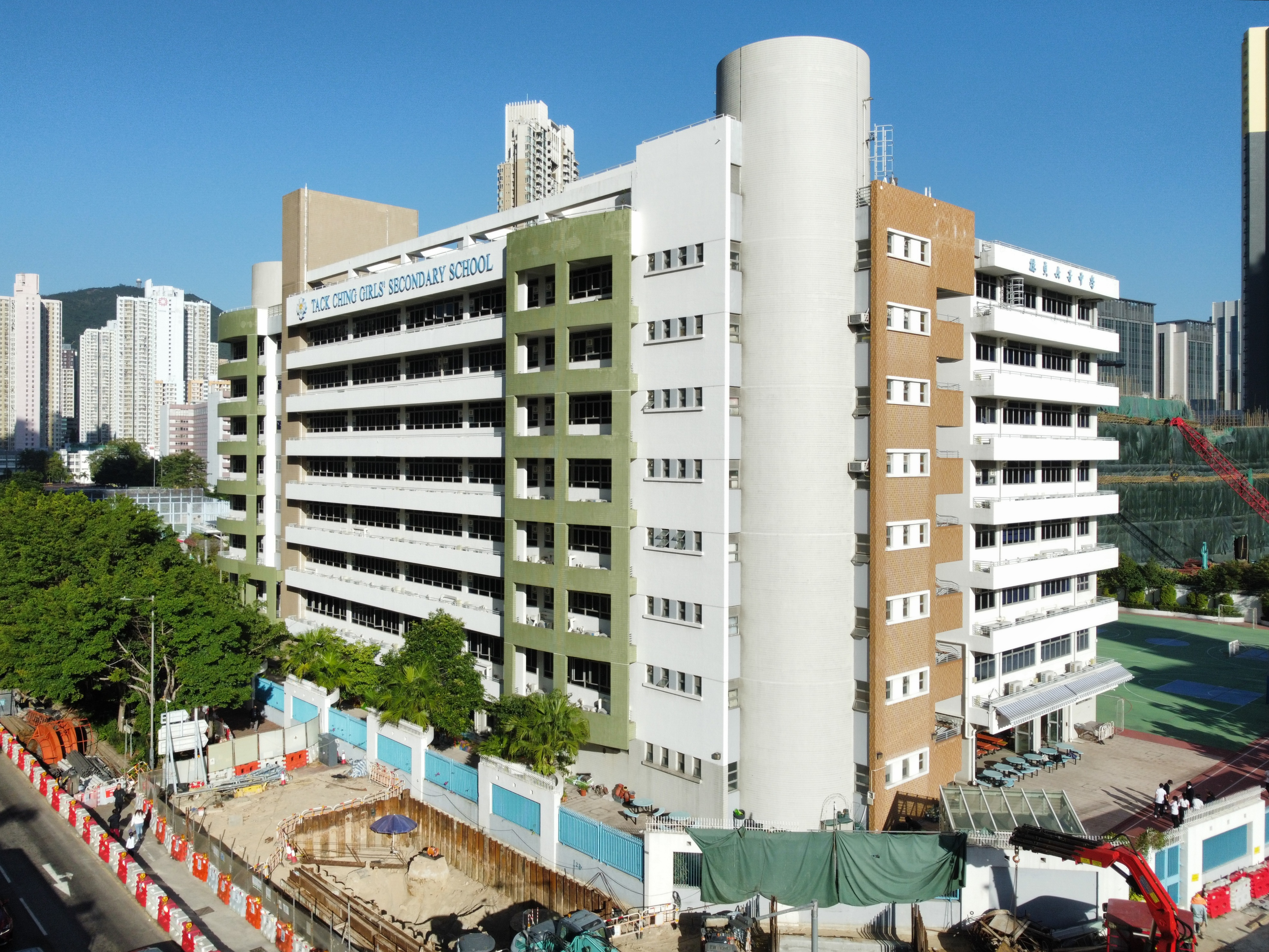
德貞女子中學西側

德貞女子中學（英語：Tack Ching Girls' Secondary School）是天主教寶血女修會主辦的一所津貼中學，開辦至今已有102年，採用中文教學，校舍位於深水埗區長沙灣興華街西9號，面積達7,380平方米，學位教師比重高。

## 校政管理
歷任校監
- 魏瑪利 修女[1]

歷任校長
- 1923年至1924年：黃巴爾拔納 修女
- 1924年至1934年：石瑪利 修女
- 1934年至？：陳玉英 修女
- 1938年至？：譚羅撒 修女
- 1938年至1970年：魏瑪利 修女[1]
- 1970年至1976年：莫慶如 修女
- 1976年至1980年：陳翠雲 女士
- 1980年至1989年：阮慧雲 修女
- 1989年至2010年：黃美美修女
- 2010年至2012年：張淑婉 修女
- 2012年至2015年：李惠芬 女士
- 2015年至2024年：許燕姍 女士
- 2024年至今：莊嘉璐 女士

歷任副校長
- 明永泉 先生
- 溫小芳 女士
- 陳俊賢 先生
- 陳錦江 先生
- 雷美瑜 女士
- 莊嘉璐 女士
- 馮安琪 女士

## 學校歷史
德貞女子中學由寶血女修會（Sisters of the Precious Blood）因應當時社會對教育方面的需求而於1923年開辦。該校創辦初時命名為「德貞女校」。
1993年，此校曾一度增設英文班。然而，因母語教學政策所限，而此校不合資格以英文授課，最終於五年後恢復原狀。
由於舊校舍空間不足，此校於2003年申請遷往興華街西現址、原先批予循道中學遷校的千禧校舍，並於2004年2月獲批准，隨後在同年9月遷入。因此，此校亦成為全港最後一間獲分配狹義同類校舍的學校。

## 前德貞女子中學校舍
位於深水埗青山道101號的舊校舍自2006年起先後成為香港培道中學、拔萃女書院、英華女學校、陳樹渠紀念中學的臨時校舍。

## 校友
- 雪妮：香港女藝人[5]
- 蔡少芬：香港女藝人
- 李珊珊：香港女藝人
- 鄺美雲：1982年香港小姐亞軍、珠寶商人、全國政協委員[註 2]
- 羅慧娟：香港女藝人
- 雷凱欣：香港女藝人
- 陳尹瑩博士：香港著名舞台劇編劇和及導演前香港話劇團藝術總監（1956年中六）、哥倫比亞大學教育博士[6][註 3]
- 余嘉莉博士：香港中文大學中醫藥研究所科學主任[7]
- 伍詠詩：無綫電視戲劇製作統籌
- 侯威麟：澳洲傷殘奧運單車運動員[8]
- 戴月娥：前香港女演員、1980年香港小姐冠軍及最上鏡小姐
- 林金蓉：前坪洲志仁學校及南丫島蘆鬚城學校校長（1967年中五）[註 4]
- 王鳳瑤：香港社會運動人士[9]

## 外部連結
- 德貞女中陸運會千人參賽 （页面存档备份，存于）

 （页面存档备份，存于）